# Navetas von Rafal Rubí
Die Navetas von Rafal Rubí sind prähistorische Beinhäuser bei Maó auf der Baleareninsel Menorca in Spanien. Die in der späten Bronzezeit in Megalithbauweise errichteten Navetas wurden in der prätalayotischen Epoche zwischen 1130 und 820 v. Chr. genutzt.

## Lage
Die Navetas befinden sich etwa sieben Kilometer westlich von Maó, nicht weit von der Inselhauptstraße Me-1 nach Ciutadella. Sie sind frei zugänglich.

## Beschreibung
Eine Naveta besitzt eine gestreckte Hufeisenform. Ihr Zugang an der leicht konkaven Front besteht aus großen Steinplatten, als Türsturz dient ein Monolith. Ein schmaler Korridor führt zu zwei übereinanderliegenden Kammern. Navetas sind megalithische Grabbauten, die der Kollektivbestattung dienten. Es sind Bauwerke der Bronzezeit, die auf Menorca als prätalayotische Epoche bezeichnet wird. Ihre innere Struktur lässt darauf schließen, dass dort Rituale abgehalten wurden. Hinweise darauf liefern in Rafal Rubí die kleine Vorkammer und die perforierte Zugangsplatte.  Die Toten wurden in der unteren Kammer bestattet. Nachdem ihre Körper zerfallen waren, wurden die Knochen gesammelt und in die obere Kammer gebracht, die als Ossuar diente.
Der obere Teil der nach Süden orientierten, nördlichen Naveta ist eingestürzt. Der hintere Teil wurde im 19. Jahrhundert geöffnet, um ein verirrtes Kalb zu befreien. 2007 wurde festgestellt, dass die noch vorhandenen Knochenreste der oberen Kammer von mindestens 19 verschiedenen Personen stammen. Von den ursprünglich sechs Decksteinen fehlt einer. Hinter dem Eingang durch die leicht konkave Fassade befindet sich eine Vorkammer, von der aus ein rechteckiges Loch in einer großen Steinplatte (59 cm × 64 cm) ins Innere der Naveta führt. Das Mauerwerk der Naveta ist pseudoisodomisch zyklopisch.

Nördliche Naveta
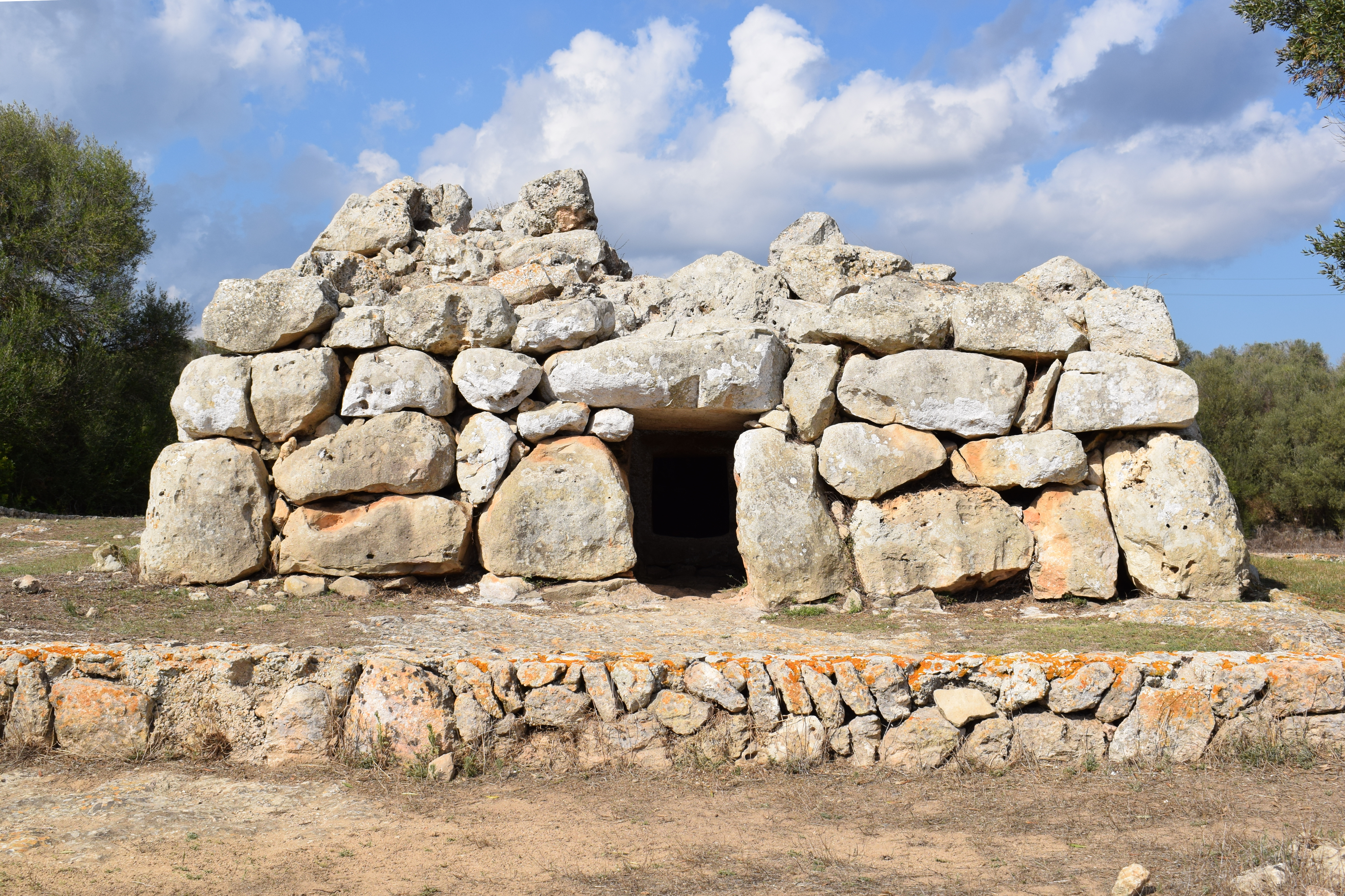
Vorderansicht
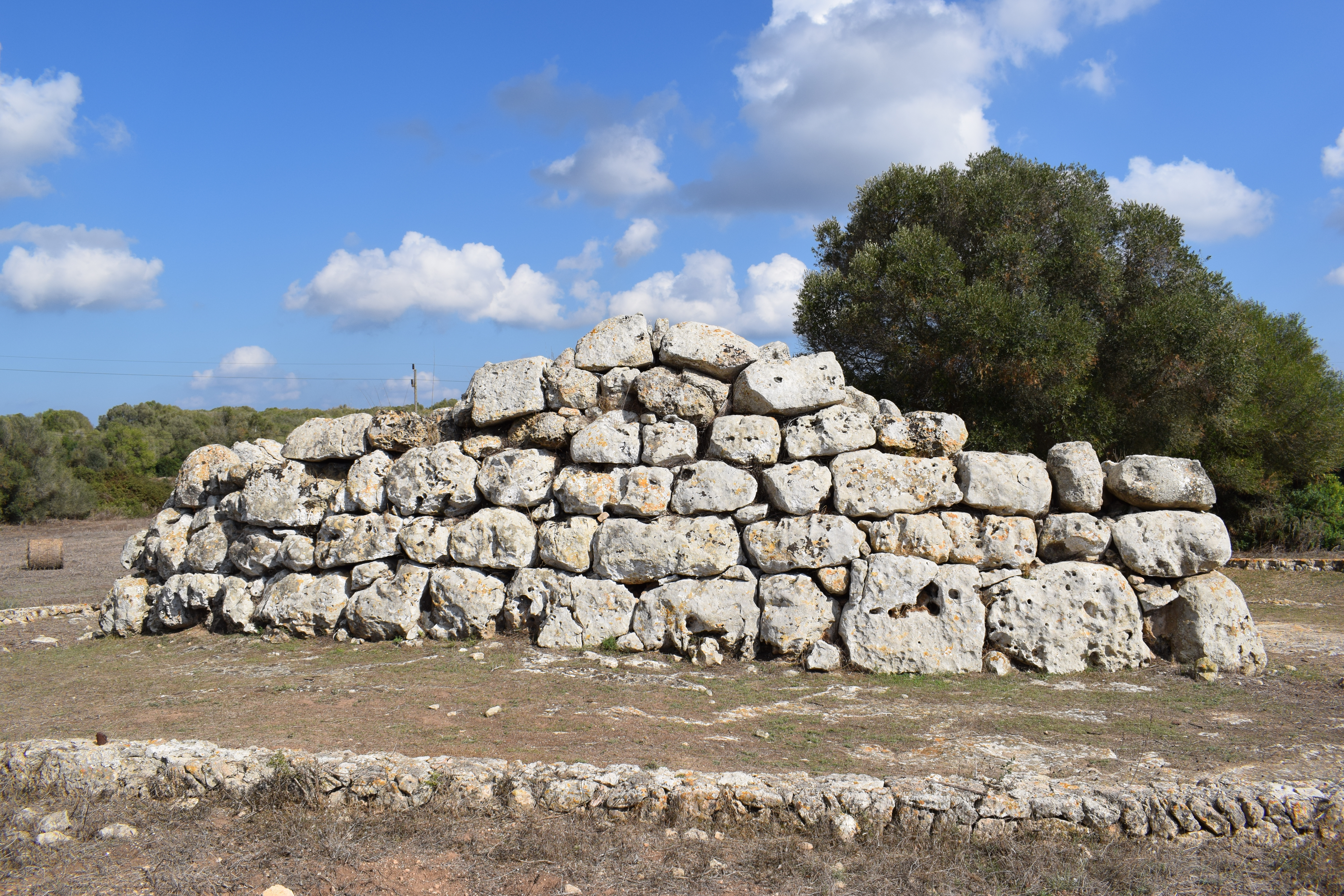
Seitenansicht
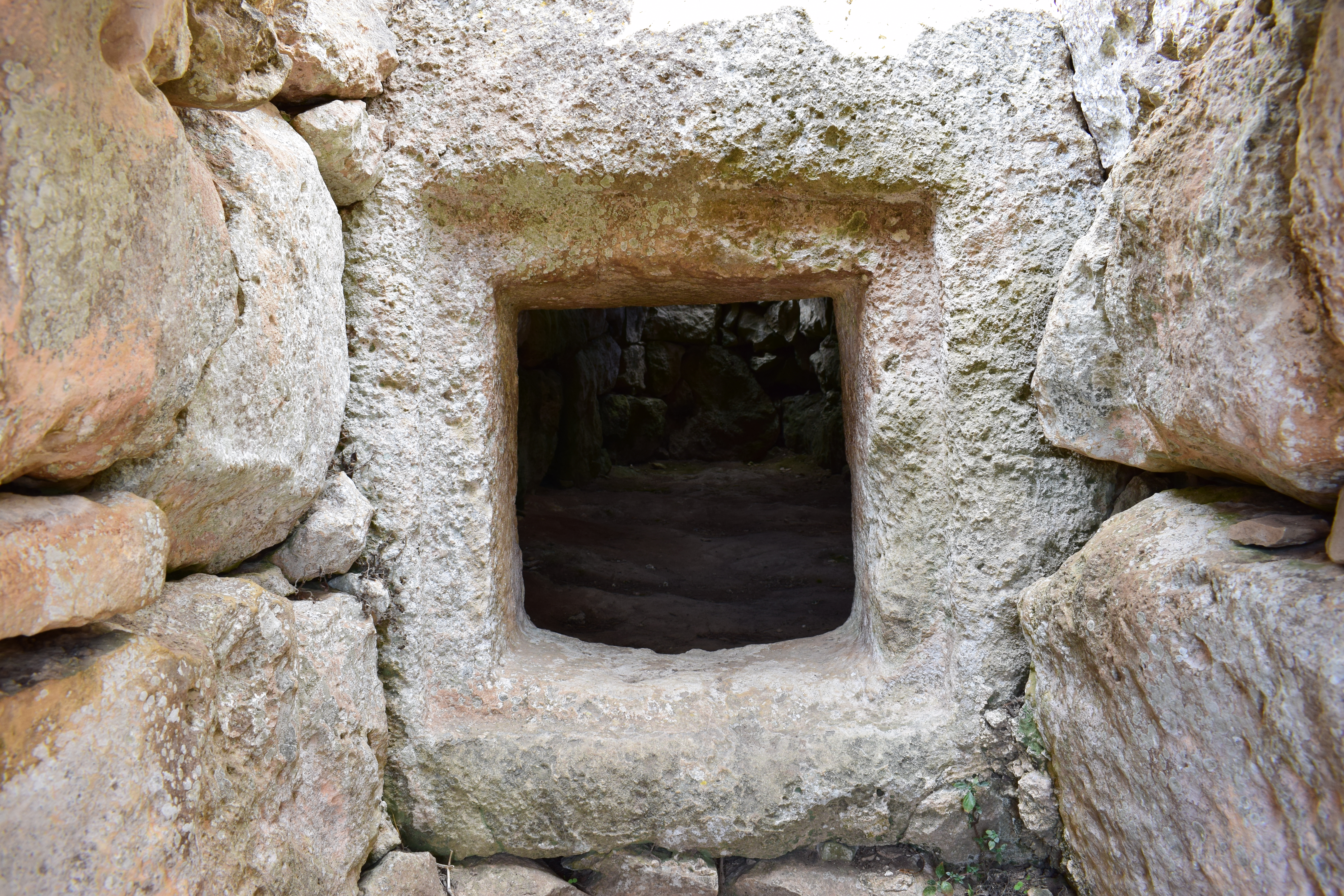
Eingang
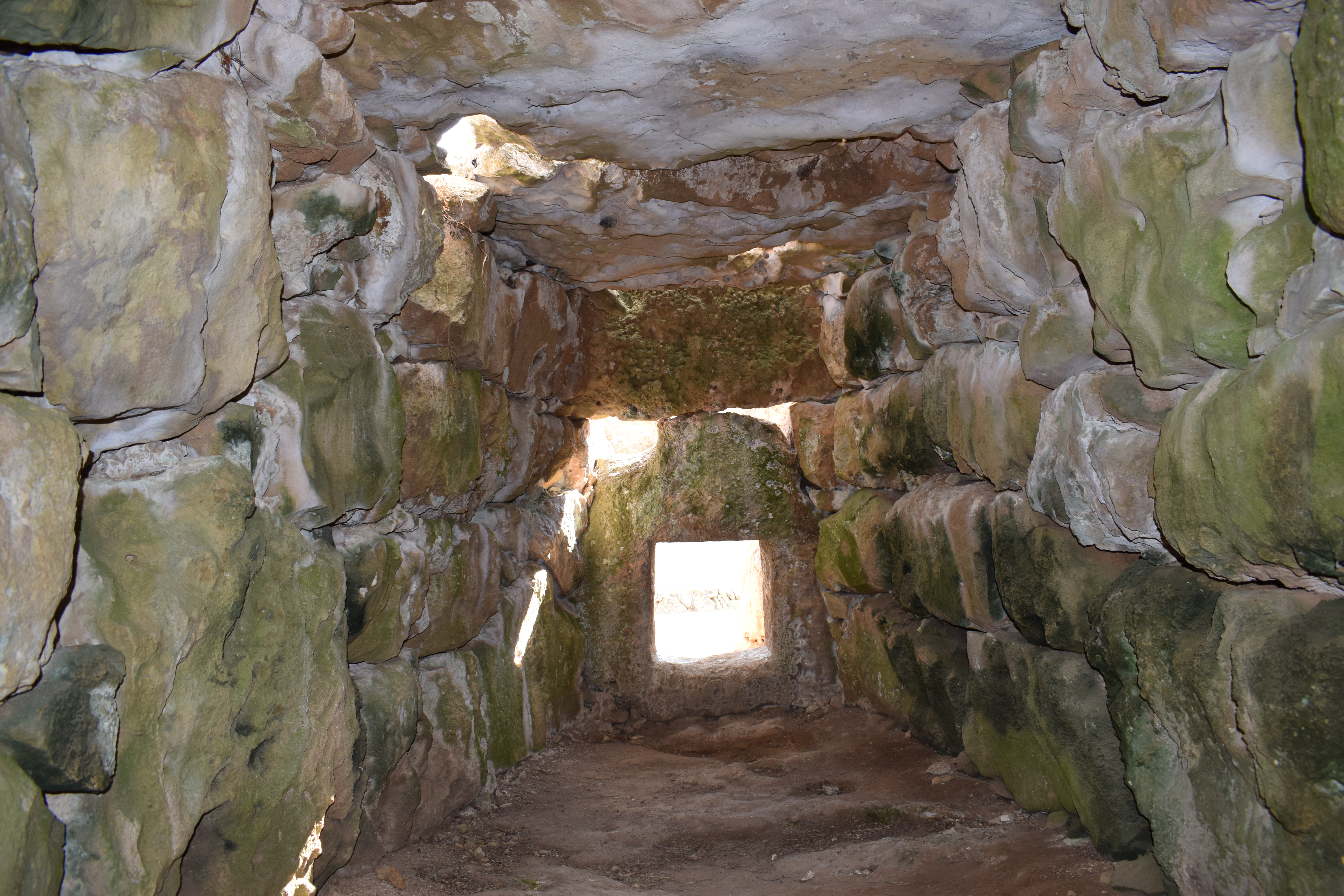
Innenraum
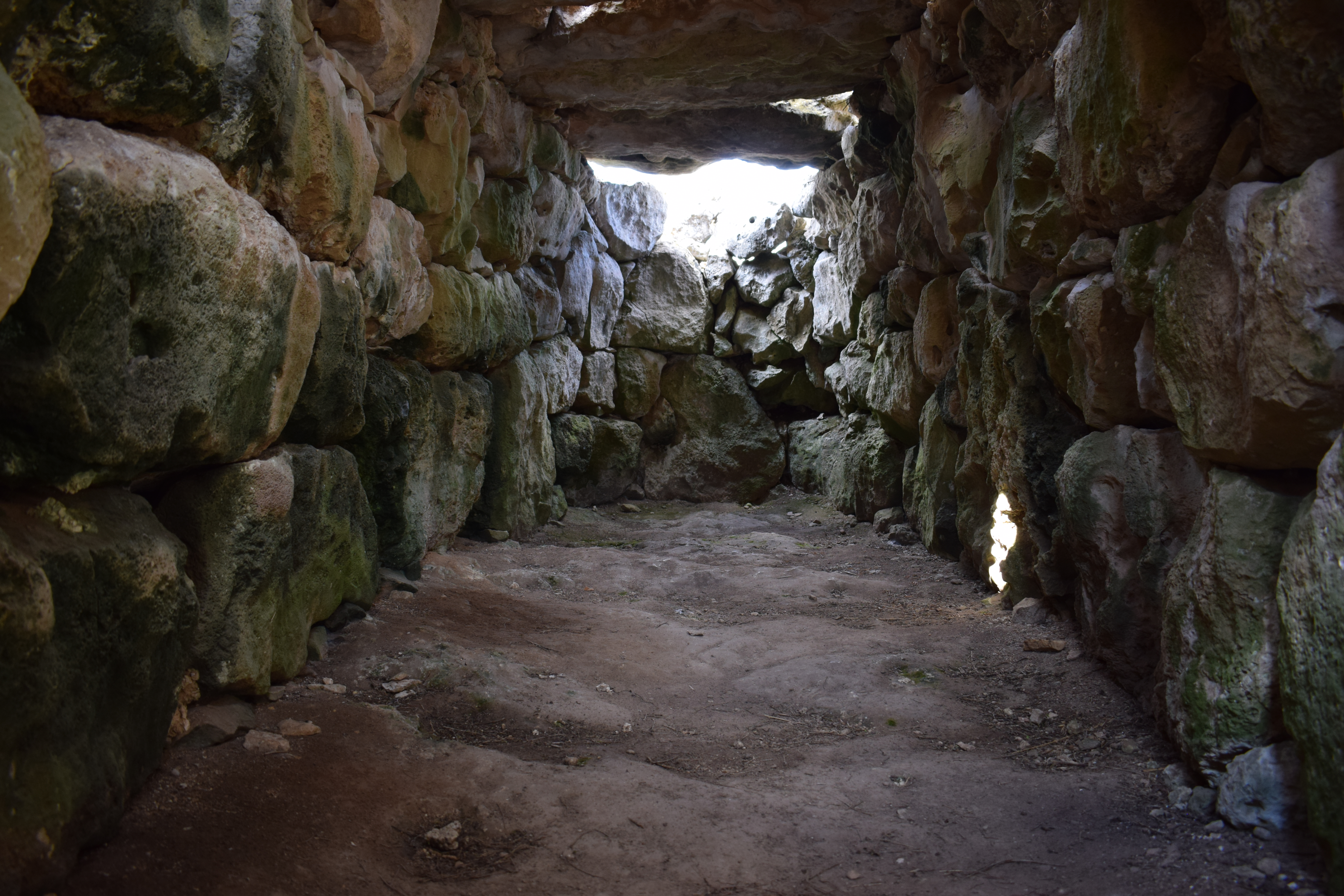
Innenraum

Die südliche, gut erhaltene Naveta ist nach Südwesten ausgerichtet. Ihre Struktur ist der der nördlichen Naveta sehr ähnlich. Der Eingang aus drei Steinblöcken führt auch hier zunächst in eine Vorkammer. Der rechteckige Zugang ins Innere (50 cm × 70 cm) ist in der Vergangenheit erweitert worden, wobei die Steinplatte zerbrochen ist. Die Zwischendecke über der unteren Kammer besteht aus sechs Steinplatten. Über dem Eingang und am Ende der Kammer befinden sich durch flache Steinplatten abgeteilte Fächer in 1,20 m bzw. 1,30 m Höhe. Die obere Kammer ist über das Dach der Vorkammer zu erreichen.

Südliche Naveta
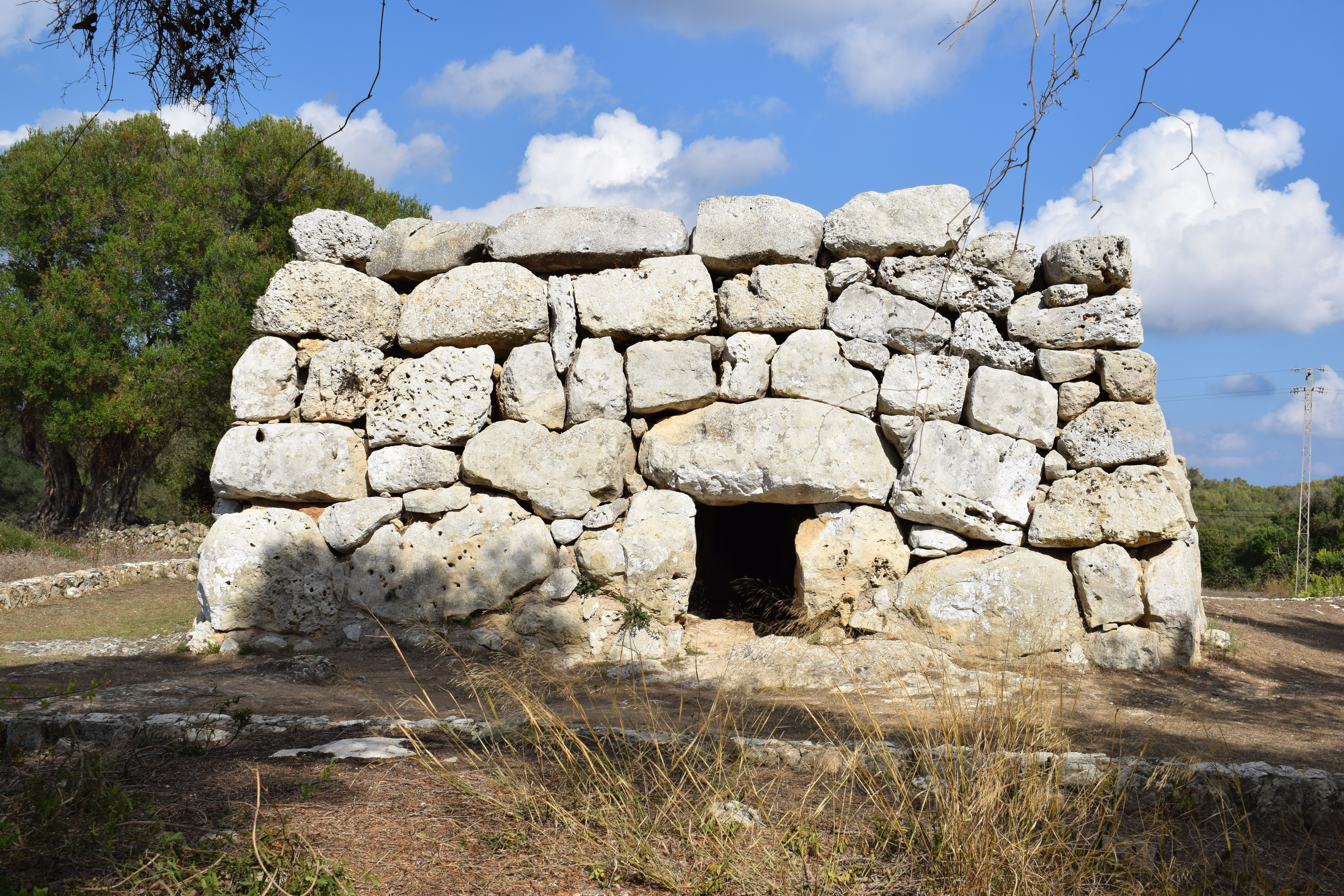
Vorderansicht
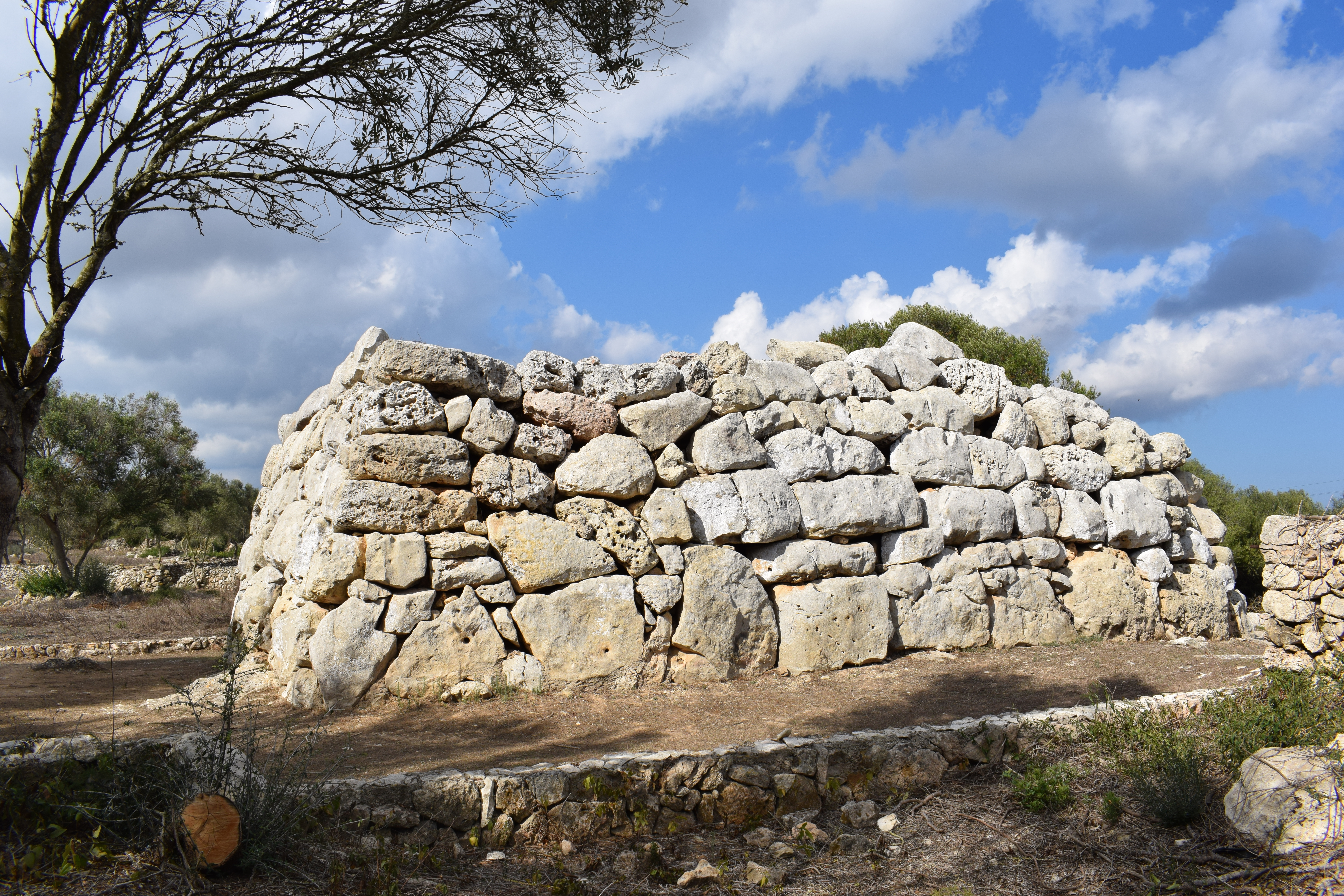
Seitenansicht
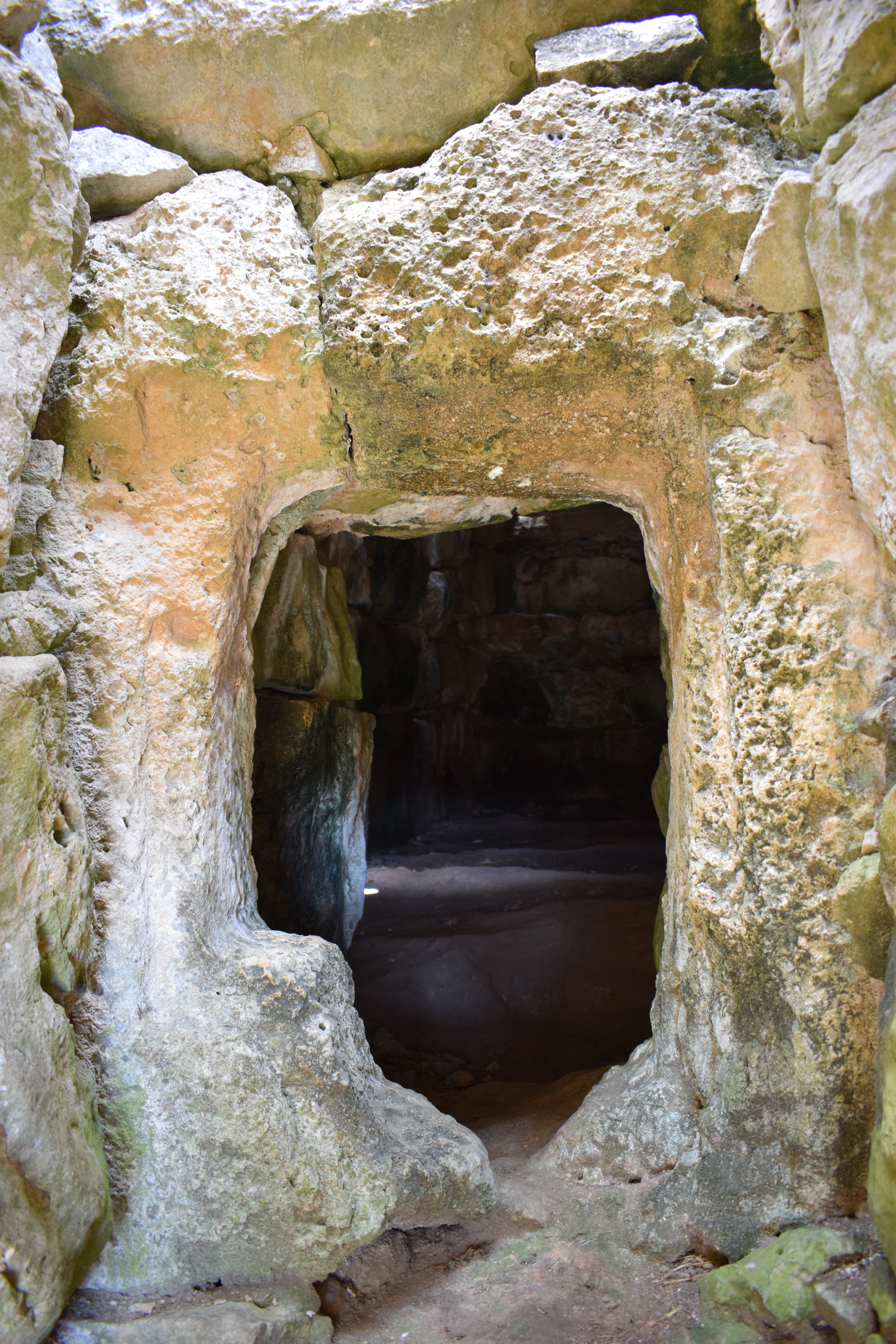
Eingang
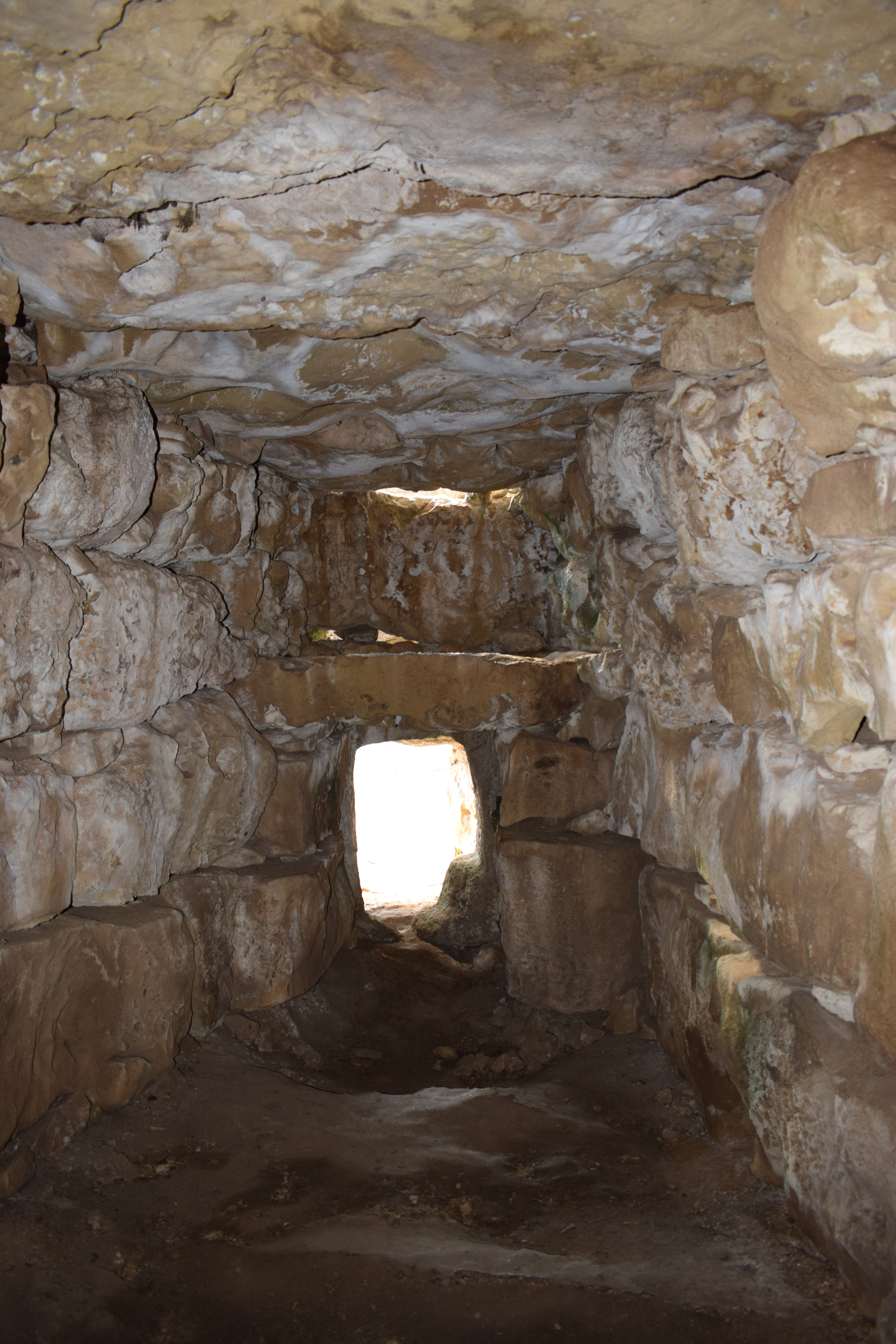
Innenraum
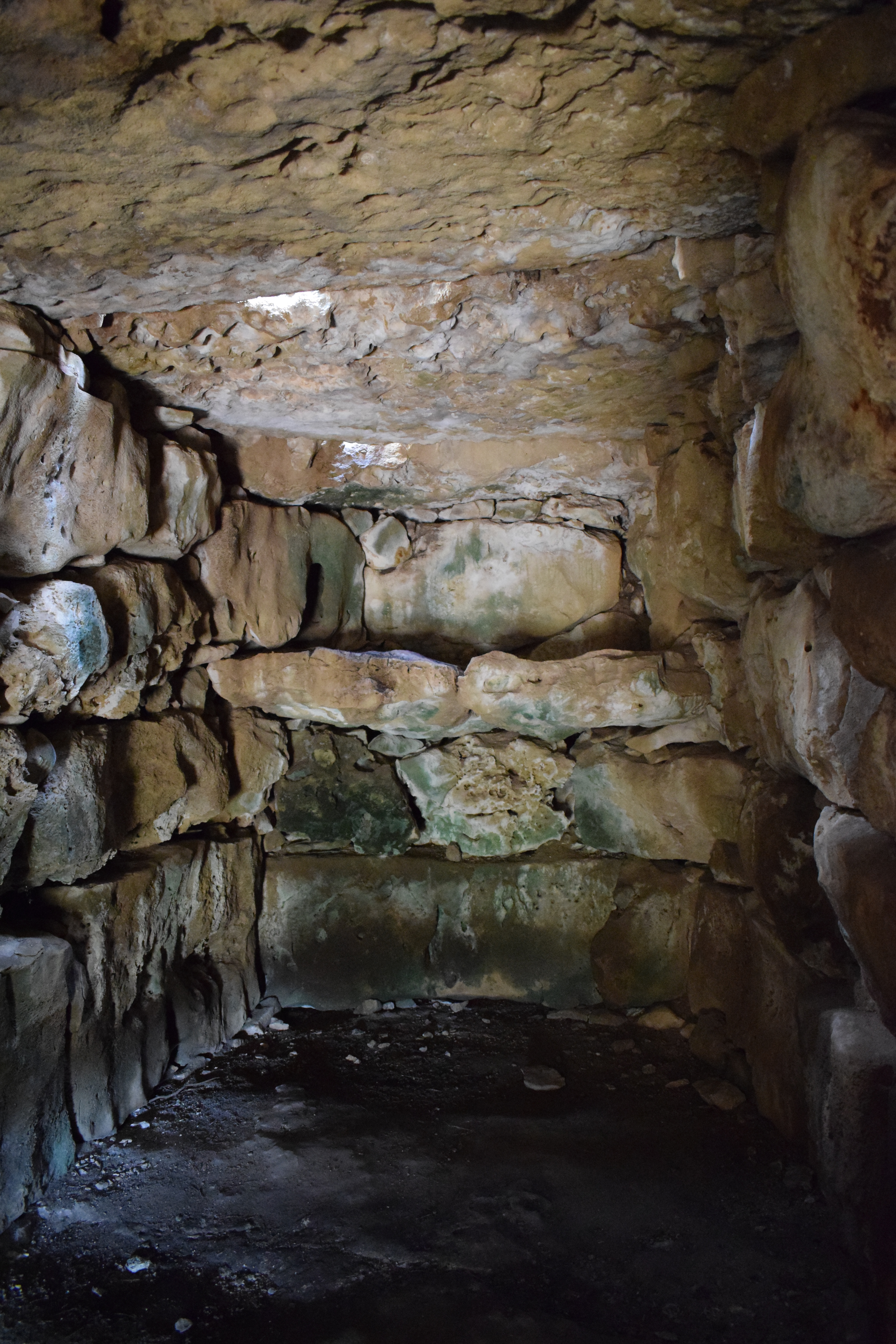
Innenraum

## Grabungsgeschichte

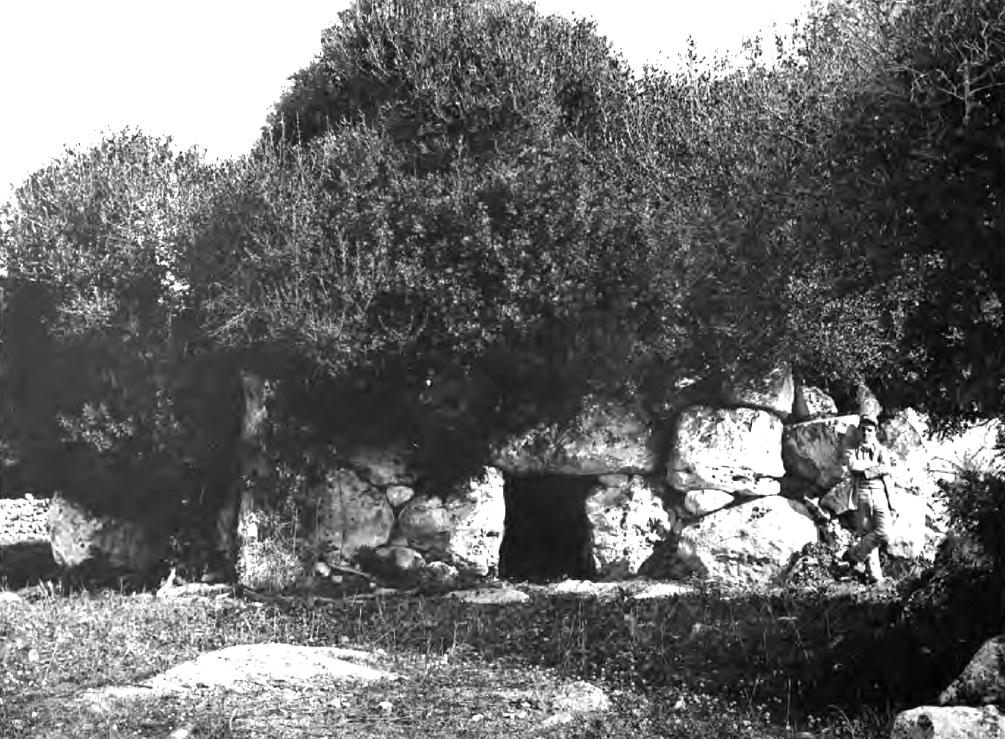
Foto der südlichen Naveta von 1888

1888 besuchte der französische Prähistoriker Émile Cartailhac die Balearen. Er beschrieb einige der talayotischen Fundstätten Menorcas und untersuchte Knochenfunde aus den Navetas von Rafal Rubí.
Die erste Grabung wurde 1965 von Guillermo Rosselló Bordoy und Maria Lluïsa Serra (1911–1967) an der südlichen Naveta durchgeführt, wobei Bronzegegenstände und Keramik aus der mittleren Bronzezeit, aber auch Fragmente einer punischen Amphore und mittelalterliche islamische Keramik gefunden wurden. In der oberen Kammer befanden sich die Gebeine von mindestens 44 Menschen, darunter der Schädel einer Frau, der zu ihren Lebzeiten trepaniert worden war. 1968 wurde die Fassade der Naveta rekonstruiert und dabei um zwei Reihen von Steinen erhöht.
Die nördliche Naveta wurde 1977 von Guillermo Rosselló Bordoy ausgegraben und restauriert. Obwohl die Naveta in der Vergangenheit geplündert worden war, wurden in beiden Kammern Skelettreste gefunden. 2007 wurde festgestellt, dass die noch vorhandenen Knochenreste der oberen Kammer von mindestens 19 verschiedenen Personen stammen.

## Denkmalschutz
Die Navetas sind heute beim spanischen Kulturministerium unter den Nummern RI-51-0003196 (Süd) und RI-51-0003197 (Nord) als archäologische Monumente (Monument arqueològic) registriert. Sie gehören zu den 24 archäologischen Stätten, die seit 2023 als „Talayotisches Menorca“ zum Weltkulturerbe zählen.

## Abmessungen
Nördliche Naveta:
- Länge außen: 13,60 m
- Breite außen: 9,00 m
- Höhe außen: 4,00 m
- Breite der Fassade: 6,00 m
- Höhe der Fassade: 3,00 m
- Länge des Korridors: 2,20 m
- Breite des Korridors: 0,65 m
- Höhe des Korridors: 0,70 m
- Länge der unteren Kammer: 6,80 m
- Breite der unteren Kammer: 2,00 m
- Höhe der unteren Kammer: 2,00 m

Südliche Naveta:
- Länge außen: 13,75 m
- Breite außen: 8,70 m
- Breite der Fassade: 8,00 m
- Länge des Korridors: 2,65 m[10]
- Breite des Korridors: 0,85 m
- Länge der unteren Kammer: 6,40 m
- Breite der unteren Kammer: 2,40 m
- Höhe der unteren Kammer: 2,30 m
- Länge der oberen Kammer: 8,90 m[10]
- Breite der oberen Kammer: 1,85 m[10]